# Intensitat horària del corrent
La Intensitat horària del corrent ( Ihc ) és la velocitat del corrent d'aigua que desplaça un vaixell mesurada en nusos (o milles per hora). El desplaçament provocat pel corrent rep el nom de deriva (d), i es produeix en una direcció determinada coneguda com a rumb del corrent (Rc).
El rumb i la intensitat horària dels corrents marins figuren en les publicacions conegudes com derroters.

## Exemple
Si ens afecta un corrent de qualsevol rumb i d'intensitat horària de 3' durant 48 minuts, es calcula que la deriva ha estat:
(1 h=60 min) 60 m -- 3' (milles)
48 m. -- X
Aplicant el mètode de la unitat sense dimensions:
48 x 3
-------= deriva 2,4 milles
60

## Càlcul d'un corrent desconegut[2]
La Ihc i el rumb d'un corrent desconegut es poden calcular fàcilment coneixent la situació de partida, el veritable rumb (o de superfície si hi ha vent) i la velocitat de vaixell, així com la situació d'arribada.
1. Sobre la carta es dibuixa el punt de partida, el rumb veritable (o de superfície) i s'hi marca la situació estimada (Se), en què ens trobaríem si no hi hagués corrent, multiplicant el temps transcorregut per la velocitat de vaixell.
2. A continuació es marca sobre la carta la situació veritable (Sv) del vaixell coneguda per qualsevol procediment habitual ( demores a terra, per exemple).
3. Es traça una línia de la situació estimada a la situació veritable. Aquesta línia ens informa del rumb del corrent.
4. Per conèixer la intensitat, es divideix la distància entre la situació estimada (Se) i la situació veritable (Sv) entre el temps transcorregut. El resultat és la intensitat horària del corrent.